# 乙内酯
乙内酯，乙醇酸内酯（英語：Acetolactone，或称为α-乙内酯）是分子式为C2H2O2的有机化合物，是分子量最小的内酯类化合物，也可以看作环氧乙烷的一酮衍生物。这一化合物最早在1997年的质谱实验以一种中间体物质出现。
尽管乙内酯未被大量制得，但其三氟甲基衍生物：双三氟甲基乙内酯（bis(trifluoromethyl)acetolactone，(CF3)2C2O2）已制得，在25 °C时的半衰期为8小时，这种化合物是由双三氟甲基过氧化丙二酰（bis(trifluoromethyl)malonyl peroxide）光照下分解而来的。